# Johan Vaaler
Johan Vaaler (15 de marzo de 1866 - 14 de marzo de 1910) fue un inventor y empleado de patentes noruego. A menudo se lo ha identificado erróneamente con la invención del clip común.
Se le otorgaron patentes para una especie de pinza en Alemania en 1899 y en Estados Unidos en 1901. En Noruega había legislación sobre patentes en este momento, pero prefirió patentar en el extranjero. Su clip nunca fue producido ni comercializado, ya que el clip de papel es mucho más funcional y ya estaba en producción en Inglaterra.